# Pylargosceles limbaria
Pylargosceles limbaria là một loài bướm đêm trong họ Geometridae.